# 海润影视集团
海润影视集团是中国大陆主要的影视制作公司，目前电视剧年平均产量在600集左右，所生产的电视剧在华人世界有一定影响力。海润影视也是中国最早开始制作电视剧的民营公司，所制作的影视作品在国内外获得多个奖项，也捧红了不少旗下艺人。
海潤影視原計劃2011年尾至2012年初到香港交易所股票上市，集資最多15.6億港元，當時獲分配股票代號1279，但有關上市計劃最終取消。

## 旗下公司
- 海润影视制作有限公司
- 上海海润影视制作有限公司
- 广东润视影音制作有限公司
- 云南润视荣光影业制作有限公司
- 北京润亚影视传播有限公司
- 重庆润视影视传播有限公司
- 北京海润音乐有限公司
- 北京海润千易演艺文化发展有限公司
- 润星堂演出经纪有限公司
- 海南海润影视制作有限公司
- 海润传媒控股有限公司
- 加拿大海润影视制作有限公

## 旗下艺人
北京海润演艺经纪文化发展有限公司是海润影视集团主要的艺人经纪公司，是原海润影视制作公司艺员部基础上组建而成，成立于2004年，总经理是常继红。
- 甘婷婷
- 高基才
- 高云翔
- 郭昊伦
- 郭金
- 侯京健
- 贾晓晨
- 井上朋子
- 康宁
- 柯柏龙
- 李曼
- 梁燕燕
- 刘美含
- 刘品言
- 孟瑞（已成立個人工作室）
- 蒲冰墨
- 盛鉴
- 陶慧娜
- 陶洋
- 王珂
- 王伟光
- 魏晴
- 肖聪
- 徐可
- 张承
- 赵会南
- 赵子惠
- 郑丹蕾
- 邹俊百
- 汪东城
- Jessica（已離開）
- 王珞丹
- 高斯
- 连奕名
- 刘言语
- 孙俪（已成立個人工作室）
- 孙熙
- 唐于鸿
- 王茜
- 王思雅（已成立個人工作室）
- 赵丽颖（已成立個人工作室）
- 邓丽欣

## 电视剧作品
海润影视在成立以来制作大量影视剧，在中国已经形成海润品牌效应，在观众取得良好的口碑。
註：#者節目亦在Now海潤台播放
- 1995年《警察本色》
- 1995年《捕蛇行动》
- 1996年《粉墨奇冤》
- 1997年《大人物李德林》
- 1998年《二马》
- 1999年《永不瞑目》
- 2000年《重案六组》
- 2000年《都市丽人行》
- 2000年《九九归一》
- 2000年《致命邂逅》
- 2000年《世纪人生》
- 2001年《故事2000》
- 2001年《三少爷的剑》
- 2001年《沉星档案》
- 2001年《缉私要案组》
- 2001年《你的生命如此多情》
- 2002年《追踪》
- 2002年《金剑雕翎》
- 2002年《拿什么拯救你我的爱人》
- 2002年《故事2001》
- 2002年《生死锐变》
- 2002年《不说爱你》
- 2002年《手心手背》
- 2002年《杀青》
- 2002年《曼谷雨季》
- 2003年《玉观音》
- 2003年《重案六组2》
- 2003年《一米阳光》
- 2003年《一双绣花鞋》
- 2003年《烈火金钢》
- 2003年《新刀马旦》
- 2003年《非常保险档案》
- 2003年《流星蝴蝶剑》
- 2003年《一江春水》
- 2004年《中国刑警之九月风暴》
- 2004年《血色浪漫》
- 2004年《夏天的味道》
- 2004年《守候阳光》
- 2004年《平淡生活》
- 2004年《世纪末的晚钟》
- 2004年《小兵张嘎》
- 2005年《午夜阳光》
- 2005年《亮剑》
- 2005年《天和局》
- 2005年《最高任务》
- 2005年《野火春风斗古城》
- 2005年《风雨西关》
- 2006年《大刀》
- 2006年《美味关系》
- 2006年《可可·西里》
- 2006年《母亲是条河》
- 2006年《诺尔曼·白求恩》
- 2006年《小城故事》
- 2006年《红色记忆》
- 2006年《一定要幸福》
- 2006年《俏女冲冲冲》
- 2006年《亮剑》
- 2007年《红梅花开》
- 2007年《侦探成旭1龙城岁月》
- 2007年《羊城暗哨》
- 2007年《夜奔》
- 2007年《狼毒花》
- 2007年《记忆之城》
- 2007年《一世情缘》
- 2007年《青春之歌》
- 2007年《爱的礼物》
- 2008年《大地》
- 2008年《兄弟》（江湖兄弟）
- 2008年《侦探成旭2千年迷局》
- 2008年《排球女将》
- 2008年《非常24小时3》
- 2008年《黑三角》
- 2008年《震撼世界的七日》
- 2008年《一代神相賴布衣》
- 2008年《十三省》
- 2009年《翡翠凤凰》
- 2009年《沧海》
- 2009年《战士》
- 2009年《杀虎口》
- 2009年《重案六组3》
- 2010年《潮起两江》
- 2010年《无情道》
- 2010年《江湖绝恋》
- 2010年《平原枪声》
- 2010年《孽缘》
- 2010年《晚婚》
- 2010年《民国往事》
- 2010年《天阵》
- 2010年《锣鼓巷》
- 2010年《烈火红岩》
- 2011年《扇娘》
- 2011年《火烧云》（淘金年代）
- 2011年《橄榄树》
- 2011年《重案六组4》
- 2011年《断喉弩》
- 2011年《江湖奇案》
- 2011年《尖刀战士》
- 2011年《水上游击队》
- 2011年《风雨桃花镇》
- 2011年《铁血使命》（女子炸弹部队）
- 2011年《护国军魂传奇》
- 2011年《剑侠情缘之藏剑山庄》
- 2011年《和婆婆一起出嫁》
- 2012年《戎装女人》
- 2012年《卜案》
- 2012年《断箭》
- 2012年《狼烟》
- 2012年《战雷神》
- 2012年《雪狼谷》
- 2012年《向着炮火前进》
- 2012年《流泪的新娘》
- 2012年《诡案组》
- 2013年《木府风云》
- 2013年《下辈子还嫁给你》
- 2013年《武工队传奇》
- 2013年《向着胜利前进》
- 2013年《兵临村下》
- 2013年《爱的相对论》
- 2013年《英雄使命》（女子炸弹部队2）
- 2013年《狙击部队》（女子炸弹部队3）
- 2013年《穿越火线》
- 2013年《冲天炮》
- 2013年《狼烟》
- 2013年《艾乐乐的罗曼蒂克》
- 2013年《劝和小组》
- 2013年《二叔》
- 2013年《恋歌2012》
- 2013年《英雄联盟》
- 2014年《侠探高飞》
- 2014年《我要当八路》
- 2014年《舞乐传奇》
- 2014年《如果我爱你》
- 2014年《假如幸福来临》
- 2014年《犀利仁师》
- 2014年《百里夜刀》
- 2014年《追捕》
- 2014年《东江英雄刘黑仔》
- 2014年《怒放》
- 2014年《惊雷行动》（我是特种兵之惊雷行动）
- 2014年《跟我回家》
- 2015年《大刀记》
- 2015年《向着幸福前进》
- 2015年《超级大英雄》
- 2015年《背着奶奶进城》
- 2015年《南侨机工英雄传》
- 2015年《地雷战》
- 2015年《大猫儿追爱记》（新丽传媒合拍）
- 2015年《“北上广”不相信眼泪》
- 2015年《我叫苗金花》
- 2016年《穿越谜团》
- 2016年《终极使命》
- 2016年《致单身男女》
- 2016年《我们的纯真年代》
- 2016年《一马换三羊》
- 2016年《吉祥天宝》
- 2016年《回马枪》
- 2016年《秘密的背后》（小马奔腾影视合拍）
- 2016年《胭脂》（新丽传媒合拍）
- 2016年《雪地娘子军》
- 2017年《遇见爱情的利先生》
- 2017年《极光之恋》
- 待播中《爱情没有暂住证》
- 待播中《舒克与桃花》

## 獎項
- 2016年 第19届华鼎奖 中国百强电视剧最佳制作机构